# 新南站 (广州)
新南站是廣州地鐵14號線知识城支线的一座車站，位於中國廣東省廣州市黄埔區知识大道康耀南路口的地底。2017年12月28日随14号线知識城支線通车而启用。

## 車站結構

### 車站樓層
本站共有兩層，地面為知识大道、康耀南路、知识城产业聚集服务中心、全钟太快速路附近其它建築，地下一層为站厅层，地下二層為14號綫月台。
| 地下一层 | 站厅                       | 售票機、客服中心、商店、警务室、安检设施 |  |  |
| 地下二层 | 2 站台                     | █14号线 新和方向（下站：红卫）           |  |  |
|          | 岛式站台（卫生间、母婴室） |                                          |  |  |
|          | 1 站台                     | █14号线 镇龙方向（下站：枫下）           |  |  |

### 站厅

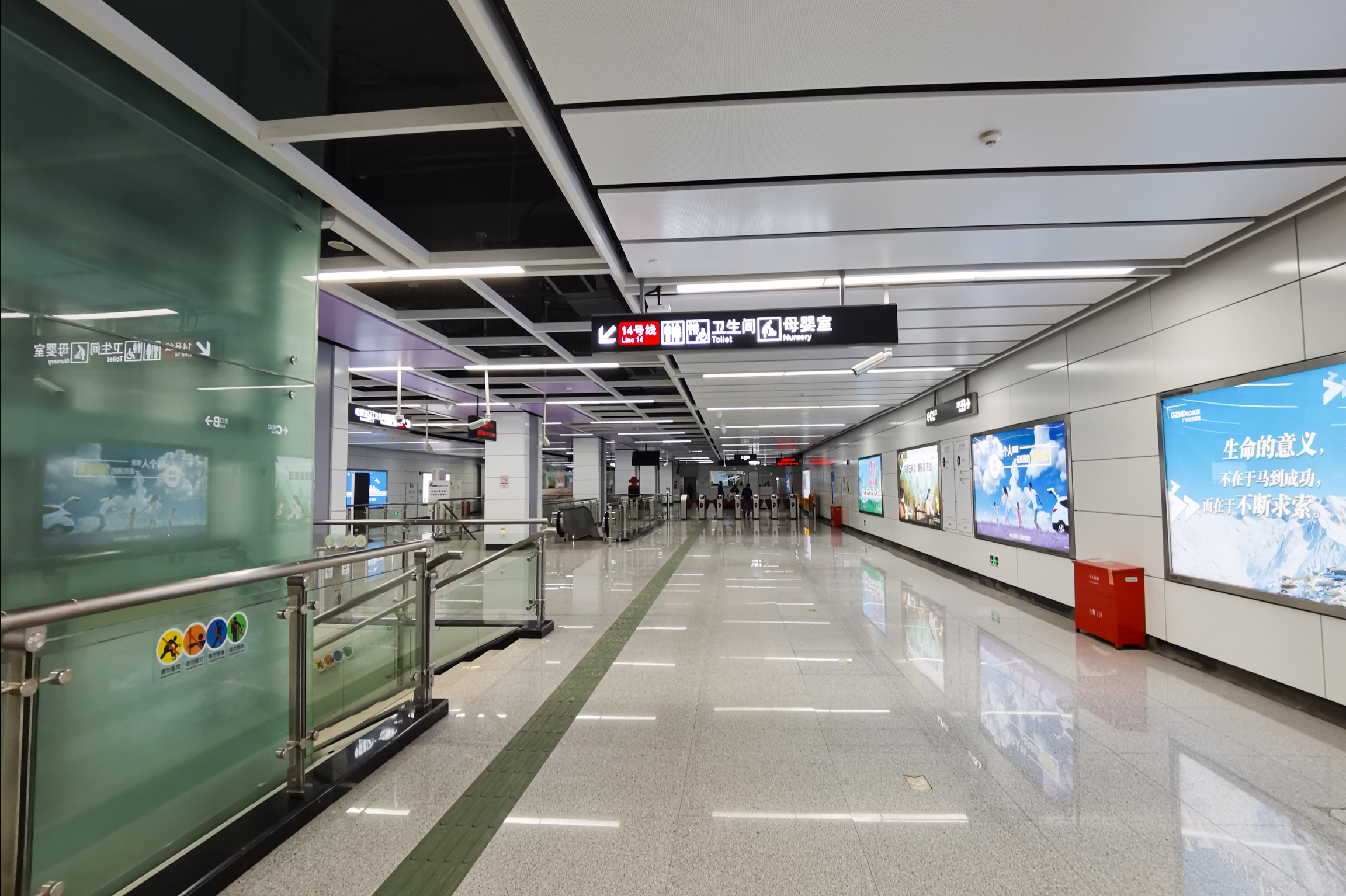
站厅

新南站站厅設有售票機、自动售卡/充值机、客務中心，亦设有自动照相机和自动售卡/充值机等设施。
为方便行人进出，新南站站厅东侧被划分为收费区，收费区内设有一台专用电梯，以及多部扶手电梯和楼梯供乘客来往于站厅及月台层。

### 月台
本站設有一個島式月台，位於知识大道地底。本站的卫生间以及母婴室设于站台往新和方向的一侧。
另外，本站北端设有一组单渡线。当14号线的高架段出现故障或是台风来袭需要停运高架段时，往新和站方向的列车将会通过此单渡线进行折返后继续开行，以红卫站为临时总站。

2号站台全景图

### 出入口
新南站目前设有4个出入口供乘客进出。
|                                           |                                                       |      |          |                                  |
| 編號                                      | 设施                                                  | 圖片 | 出口指示 | 建議前往的目的地                 |
| A1                                        | 扶手电梯标志                                          |      | 知识大道 | 创新大道                         |
| A2                                        | 盲道标志 · 扶手电梯标志                               |      | 知识大道 | 新南村公交车站（东南行）         |
| B                                         | 盲道标志 · 升降机标志 · 无障碍通道标志 · 扶手电梯标志 |      | 知识大道 |                                  |
| C                                         | 盲道标志 · 扶手电梯标志                               |      | 知识大道 | 园东路、新南村公交车站（西北行） |
| 註： 設有 \| 設有 \| 設有 \| 設有扶手電梯 |                                                       |      |          |                                  |

## 接驳交通
| 巴士线路（新南村站） \| 编号 \| 编号 \| 线路 \| 线路 \| 线路 \| 收费 \| 备注 \| \| ---- \| ----- \| -------------------- \| ---- \| ------------------------ \| ---- \| ------------- \| \| \| 343 \| 龙狮璟珑府 \| ⇆ \| 凤尾村委 \| 2元 \| 30分/班 \| \| \| 343 \| 龙狮璟珑府 \| ⇆ \| 凤尾村委 \| 2元 \| 30分/班 \| \| \| 650 \| 大罗村（省女子监狱） \| ⇆ \| 知识城南（地铁何棠下站） \| 3元 \| \| \| \| 826 \| 地铁新和站 \| ⇆ \| 陈洞村 \| 3元 \| \| \| \| 夜126 \| 地铁镇龙站 \| ⇆ \| 地铁红卫站 \| 3元 \| 370路附属线路 \| \| \| 夜131 \| 九龙镇政府 \| ↺ \| 知识城政务中心 \| 3元 \| 343路附属线路 \| |       |                      |      |                          |      |               |
| 编号 | 编号  | 线路                 | 线路 | 线路                     | 收费 | 备注          |
| | 343   | 龙狮璟珑府           | ⇆    | 凤尾村委                 | 2元  | 30分/班       |
| | 343   | 龙狮璟珑府           | ⇆    | 凤尾村委                 | 2元  | 30分/班       |
| | 650   | 大罗村（省女子监狱） | ⇆    | 知识城南（地铁何棠下站） | 3元  |               |
| | 826   | 地铁新和站           | ⇆    | 陈洞村                   | 3元  |               |
| | 夜126 | 地铁镇龙站           | ⇆    | 地铁红卫站               | 3元  | 370路附属线路 |
| | 夜131 | 九龙镇政府           | ↺    | 知识城政务中心           | 3元  | 343路附属线路 |

## 历史
本站在规划和施工阶段被称作马头庄站。2016年6月初，本站封顶。2017年4月，本站更名为知识城北站；开通前夕再定名为新南站。
2017年11月2日，本站完成“三权”移交。同年12月28日，本站随14号线知识城线开通而启用。

## 未来发展
建设中的穗深城际铁路（新白广城际铁路）在本站东南侧设有九佛站，乘客届时可出站后换乘。两站未来将组成知识城北部的综合交通枢纽。